# Pulînți, Lubnî
Pulînți (în ucraineană Пулинці) este un sat în comuna Iskivți din raionul Lubnî, regiunea Poltava, Ucraina.

## Demografie
Componența lingvistică a localității Pulînți
     Ucraineană (97,39%)
     Rusă (1,95%)
     Alte limbi (0,33%)
Conform recensământului din 2001, majoritatea populației localității Pulînți era vorbitoare de ucraineană (97,39%), existând în minoritate și vorbitori de rusă (1,95%).